# 9 (szám)
A 9 (kilenc) (római számmal: IX) a 8 és 10 között található természetes szám, s egyben számjegy is. A számjegy ASCII kódja: 57 vagy 0x0039.

## A matematikában
A tízes számrendszerbeli 9-es a kettes számrendszerben 1001, a nyolcas számrendszerben 11, a tizenhatos számrendszerben 9 alakban írható fel.
A 9 páratlan szám, összetett szám, négyzetszám. Kanonikus alakban a 32 szorzattal, normálalakban a 9 · 100 szorzattal írható fel. Három osztója van a természetes számok halmazán, ezek növekvő sorrendben: 1, 3 és 9.
A 9 első néhány többszöröse (növekvő sorrendben): 9, 18, 27, 36, 45, 54, 63, 72 és 81.
A 9 Motzkin-szám. Az első páratlan összetett szám. Szerencsés szám.
Cullen-szám.
Minden pozitív egész szám felírható 9 vagy kevesebb köbszám összegeként (lásd Waring-probléma).
A 9 az egyetlen pozitív teljes hatvány, ami eggyel nagyobb egy másik pozitív teljes hatványnál, a Mihăilescu-tétel alapján.
Egyetlen szám osztóösszegeként jelentik meg (15).
Mivel 9 = 321, a 9 exponenciális faktoriális.
A 8 és a 9 Ruth–Aaron-párt alkotnak a második definíció szerint, ami az ismétlődő prímtényezőket külön számolja.
A kilencoldalú sokszög a kilencszög. A kilencszög alakú figurális számokat (a 9-et is beleértve) kilencszögszámoknak nevezik.
Középpontos köbszám.

## A kémiában
- A periódusos rendszer 9. eleme a fluor.

## A sportban
- A baseballban egy meccs alapesetben 9 inningből (játékrészből) áll, és egy csapat 9 játékossal áll pályára.

## A mitológiában és vallásban
A kilencet a tökéletesség számának tekintik, mivel a sok kultúra által „isteninek” vélt hármas szám háromszor van meg benne.
- Az Ókori egyiptomi vallásban létezik az ún. héliopoliszi enneád, a kilenc teremtő istenség, akik a héliopoliszi hiedelem teremtésmítoszának tagjai.
- A bahá’í vallás jelképe egy kilencágú csillag, amely az emberiség és a vallások egységét jelképezi. A bahá’í templomának, az áhítat házának építészetére jellemző a kilencoldalú kupolás építmény, amelynek kilenc bejárata van.
- A kínai számszimbolikában a kilences a sárkány száma.
- A görög mitológiában kilenc múzsa van.
- A katolikusoknál nagy ünnepekkor és fontos alkalmakkor Novenét tartanak, vagyis például a pápa halálakor kilencnapos gyászimádkozást tartanak, ami több imádságból áll.
- A kelták szerint a kilences számban rejtőzik az egész univerzum. Háromszor három (az isteni szám) számukra a tökéletességet jelképezte. A kilencet mint öt plusz négy is értelmezték, ahol is az öt az időt és teret, a négy pedig az égtájakat jelölte.
- Az északi mitológiában is fontos szerepe van a kilencnek. Odin önfeloldozása például kilenc napon és kilenc éjszakán át tartott; Heimdall kilenc anyától született.

## Néphiedelem
- A csuklás elmulasztásához kilenc korty vizet kell innunk.
- A macskáknak kilenc életük van.

## Kilenctagú csoportok
- Kilencek

## Évadok a televízióban
- Az amerikai Férjek gyöngye c. komédia sorozat 9 évadon keresztül szórakoztatta a közönséget.

## Filmek
- 9 (film) - Tim Burton filmje, melyet 2009. 9. hó 9-én mutatott be.
- Mészáros Márta Kilenc hónap címmel rendezett filmet.

## Az irodalomban
- Csalog Zsolt műve az 1976-ban megjelent Kilenc cigány.